# Turtle Rock Studios
Turtle Rock Studios (бывшая Valve South) — американская компания, специализирующаяся на разработке компьютерных игр. Компания участвует в создании оригинальных названий, а также оказывает консалтинговые услуги в индустрии цифровых развлечений. Студия получила известность, когда была частью корпорации Valve и работала над её играми Counter-Strike и Left 4 Dead.

## История
Компания была основана Майклом Бутом в марте 2002 года.
20 ноября 2006 года компания анонсировала многопользовательский шутер от первого лица Left 4 Dead. Игра была сделана на новейшей версии движка того времени Source, и включала новейшие технологии ИИ — усовершенствованных ботов из Counter-Strike: Condition Zero, разработанных компанией Turtle Rock. Игра была выпущена для платформ Microsoft Windows и Xbox 360 в ноябре 2008 года.
10 января 2008 года компания Valve Corporation объявила о том, что она купила Turtle Rock Studios. С тех пор Valve взяла контроль над развитием компании.
3 июня 2009 года Даг Ломбарди из Valve Corporation объявил, что компания Turtle Rock Studios больше не является частью компании Valve. 5 января 2010 года компания создаёт новый веб-сайт, на котором объявляют о том, что в компании были проведены некоторые реформы и что скоро она вновь будет работать над созданием компьютерных игр.
2 июня 2010 Turtle Rock объявила о небольшом подразделении компании. Новая компания получила название Turtle Rock Garage, и она специализируется на разработке небольших казуальных игр. 22 сентября 2010 года компания Digital Development Management объявила о том, что теперь она будет представлять компанию Turtle Rock Studios в поисках издателя их игр.
26 мая 2011 года THQ объявили, что они будут издателями нового проекта студии.
20 октября 2011 года Turtle Rock подтвердила, что их следующий проект будет работать на CryEngine 3.
23 января 2013 года Take-Two Interactive приобрела права на игру Evolve у обанкротившейся THQ.

### Настоящее время
В декабре 2016 года Turtle Rock анонсировала, что работает над новой интеллектуальной собственностью, издательство которой поручила Perfect World Entertainment. Студия также планировала рассматривать программу раннего доступа в Steam, позволяющую игрокам обеспечить обратную связь по ещё не выпущенным играм или продуктам.
В марте 2019 года Turtle Rock анонсировала Back 4 Blood — новый кооперативный зомби-шутер в духе Left 4 Dead, который планируется выпустить на PC, PlayStation 4 и Xbox One; издателем выступит Warner Bros. Interactive Entertainment. Также в анонсе Turtle Rock раскрыли, что их проект с Perfect World Entertainment был отменён.
В декабре 2021 года Tencent приобрела компанию Slamfire, владеющую Turtle Rock Studios.

## Игры
| Год  | Игра                           | Платформа(ы) | Платформа(ы) | Платформа(ы) | Платформа(ы) | Платформа(ы) | Платформа(ы) | Платформа(ы) | Платформа(ы) | Платформа(ы) | Платформа(ы) | Платформа(ы) | Издатель               |
| Год  | Игра                           | Win          | Mac          | Lin          | Xbox         | X360         | XOne         | XS           | PS4          | PS5          | iOS          | And          | Издатель               |
| ---- | ------------------------------ | ------------ | ------------ | ------------ | ------------ | ------------ | ------------ | ------------ | ------------ | ------------ | ------------ | ------------ | ---------------------- |
| 2003 | Counter-Strike (порт для Xbox) | Нет          | Нет          | Нет          | Да           | Нет          | Нет          | Нет          | Нет          | Нет          | Нет          | Нет          | Microsoft Game Studios |
| 2004 | Counter-Strike: Condition Zero | Да           | Да           | Да           | Нет          | Нет          | Нет          | Нет          | Нет          | Нет          | Нет          | Нет          | Sierra Entertainment   |
| 2004 | Counter-Strike: Source         | Да           | Да           | Да           | Нет          | Нет          | Нет          | Нет          | Нет          | Нет          | Нет          | Нет          | Valve                  |
| 2004 | Half-Life 2: Deathmatch        | Да           | Да           | Да           | Нет          | Нет          | Нет          | Нет          | Нет          | Нет          | Нет          | Нет          | Valve                  |
| 2008 | Left 4 Dead                    | Да           | Да           | Нет          | Нет          | Да           | Нет          | Нет          | Нет          | Нет          | Нет          | Нет          | Valve                  |
| 2009 | Left 4 Dead 2: The Passing     | Да           | Да           | Да           | Нет          | Да           | Нет          | Нет          | Нет          | Нет          | Нет          | Нет          | Valve                  |
| 2010 | Left 4 Dead: The Sacrifice     | Да           | Да           | Нет          | Нет          | Да           | Нет          | Нет          | Нет          | Нет          | Нет          | Нет          | Valve                  |
| 2010 | Left 4 Dead 2: The Sacrifice   | Да           | Да           | Да           | Нет          | Да           | Нет          | Нет          | Нет          | Нет          | Нет          | Нет          | Valve                  |
| 2011 | Leap Sheep!                    | Нет          | Нет          | Нет          | Нет          | Нет          | Нет          | Нет          | Нет          | Нет          | Да           | Да           | Turtle Rock Studios    |
| 2015 | Evolve                         | Да           | Нет          | Нет          | Нет          | Нет          | Да           | Нет          | Да           | Нет          | Нет          | Нет          | 2K                     |
| 2016 | Evolve Stage 2                 | Да           | Нет          | Нет          | Нет          | Нет          | Нет          | Нет          | Нет          | Нет          | Нет          | Нет          | 2K                     |
| 2021 | Back 4 Blood                   | Да           | Нет          | Нет          | Нет          | Нет          | Да           | Да           | Да           | Да           | Нет          | Нет          | Warner Bros. Games     |